# 磯子郵便局
磯子郵便局（いそごゆうびんきょく）は神奈川県横浜市磯子区にある郵便局。民営化前の分類では集配普通郵便局であった。

## 概要
住所：〒235-8799 神奈川県横浜市磯子区森3-1-15

### 分室
分室はなし。過去に存在した分室は以下のとおり。
- 金沢分室 - 1968年（昭和43年）に廃止。

## 沿革
- 1937年（昭和]12年）8月16日 - 開局。
- 1968年（昭和43年）11月24日 - 金沢分室を廃止[1]。
- 1977年（昭和52年）3月14日 - 磯子区磯子二丁目から同区森三丁目に移転。
- 1999年（平成11年） - 外国通貨の両替および旅行小切手の売買に関する業務取扱を開始。
- 2007年（平成19年）10月1日 - 民営化に伴い、併設された郵便事業磯子支店に一部業務を移管。
- 2012年（平成24年）10月1日 - 日本郵便株式会社発足に伴い、郵便事業磯子支店を磯子郵便局に統合。
- 2021年（令和3年）9月14日 - この日までに局内で新型コロナウイルス感染症のクラスターが計29人の規模にて発生した。この影響で9月15日以降、磯子区内の速達を含む全ての通常郵便物の配達を一時休止した[2]。その後、9月17日までに67人に拡大された[3]。

## 取扱内容
- 郵便、印紙、ゆうパック、内容証明
- 貯金、為替、振替、振込、国際送金、外貨両替・トラベラーズチェック、国債、投資信託
- 生命保険、バイク自賠責保険、自動車保険、がん保険、引受条件緩和型医療保険
- 地方公共団体事務（横浜市バス・電車利用券等の交付）
- ゆうちょ銀行ATM
- 「235-00xx」区域（横浜市磯子区の全域）の集配業務
- ゆうゆう窓口

## 周辺
- 横浜市営バス磯子営業所
- IHI横浜事業所
- 国道16号

## アクセス
- 京急本線 屏風浦駅から徒歩約9分
- JR根岸線 磯子駅もしくは新杉田駅からそれぞれ徒歩約12分
- 京浜急行バス、横浜市営バス 白旗停留所、もしくは江ノ電バス 磯子車庫前停留所下車
- 首都高速湾岸線 磯子出入口から南へ約1km
- 駐車場あり：17台